# Vesterbrogade (Fredericia)
 For alternative betydninger, se Vesterbrogade (flertydig). (Se også artikler, som begynder med Vesterbrogade)
Vesterbrogade er en gade i Fredericia. Gaden er ca. 460 meter lang.
Gaden tager sin begyndelse ved rundkørslen (Frederik III's Plads) i nærheden af Danmarks Port. Herfra går den i vestlig retning, krydser Indre Ringvej og ender ved krydset med Jernbanegade. Fortsættende i vestlig retning hedder gaden Vejlevej.
I Vesterbrogade ligger der Assistens Kirkegård, flere banker, en bager, en stenhugger, flere liberale erhverv samt en Netto.
|  | Denne artikel om en bygning eller et bygningsværk kan blive bedre, hvis der indsættes et (bedre) billede. Du kan hjælpe ved at afsøge Wikimedia Commons for et passende billede eller lægge et op på Wikimedia Commons med en af de tilladte licenser og indsætte det i artiklen. |

55°34′8.76″N 9°44′42.54″Ø / 55.5691000°N 9.7451500°Ø